# 片外し
片外し（かたはづし）は江戸時代の御殿女中や官女たちに結われた髷（まげ）。
笄に片方だけ巻き込んだ髪と平たい「つと」が特徴で、御殿女中の代名詞的な髪型だった。

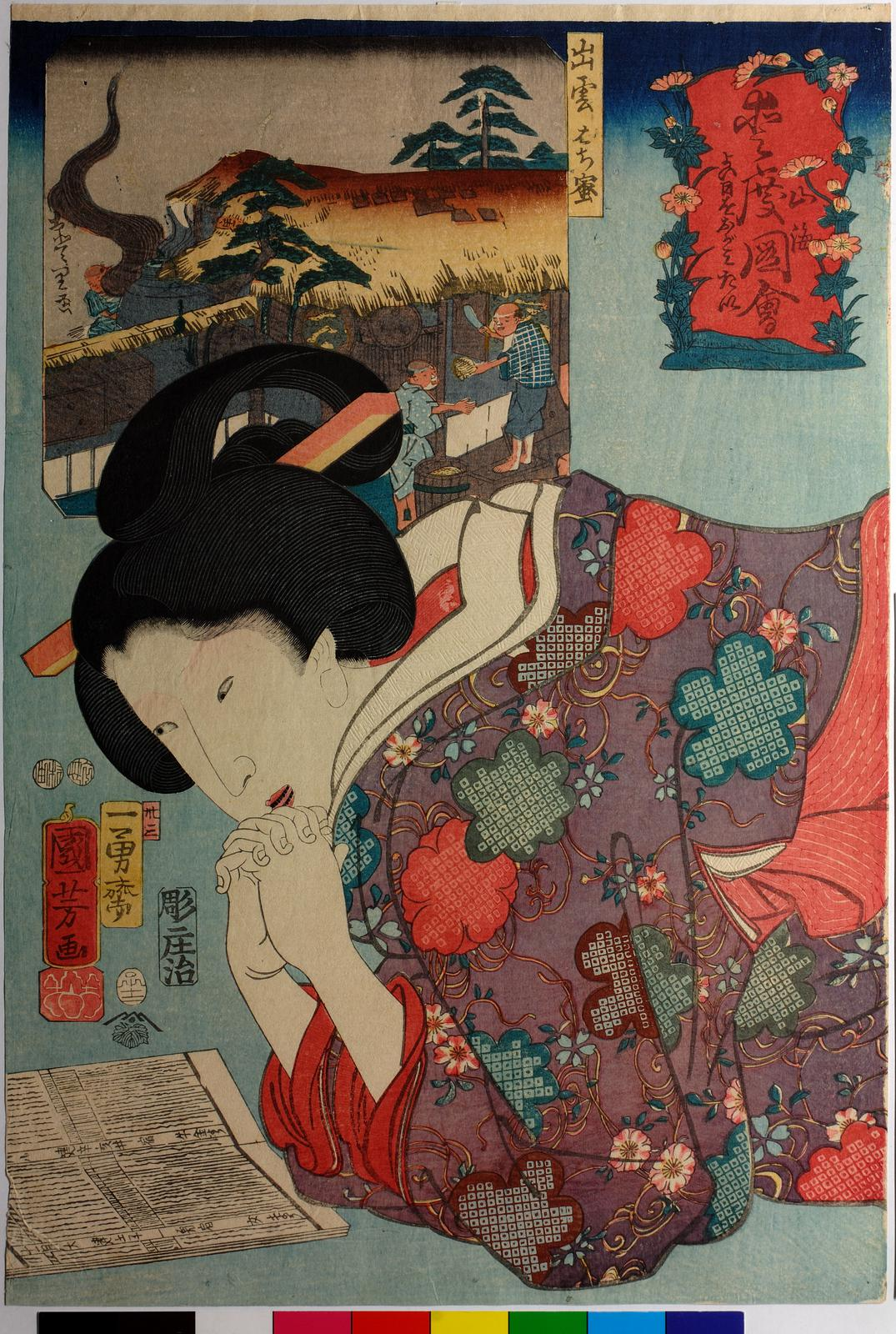
歌川国芳

## 特徴
京都の公家に仕える女性が公家の姫と将軍との婚礼の際に江戸に下り、大奥に広めた髪型。このため、笄さえ外せば下げ髪になるように、髷が仮結いされている。
「つと」は、公家か上流武家にのみ結われた特殊な形をしていて、京風では「葵髱」（あおいづと、江戸では椎茸髱：しいたけたぼ）と呼んで、葵の葉や乾燥しいたけのような平たく薄い半円形を二つつなげた形になる。
特徴的なのは、後ろでひとつにまとめた髪を輪にして、髪の片端だけを笄に巻きつけるところ。普通の笄髷はまとめた髪の根元も笄に巻くが、こちらは根元はそのままで、笄さえ抜けばすぐに下げ髪になるように仮結いのままにしておく。
従って髪飾りも殆ど付けず、笄のほかは櫛や平打簪などを使うのみの質素な印象。

## 歌舞伎の「片はずし」
歌舞伎では、『伽羅先代萩』の乳母政岡、『鏡山旧錦絵』の岩藤など、お家物演目に登場する武家の女房がこの片外しの鬘をつかうことから、こうした役柄の女形のことも「片外し」と呼ぶようになった。